# Debye-Sears-Effekt
Der Debye-Sears-Effekt, benannt nach den Physikern Peter Debye und Francis Sears, ermöglicht eine sehr genaue Bestimmung der Schallgeschwindigkeit in Medien auf Basis der Wellenoptik.

## Messung der Schallgeschwindigkeit mit Hilfe des Debye-Sears-Effekts
Das zu untersuchende Medium wird zum Beispiel über einen Ultraschall-Schwinger (meist ein Piezokristall) zum Schwingen gebracht. Durch den Körper, bzw. die Flüssigkeit in einer Küvette, wird paralleles Licht gesendet. Die Schallwellen führen zu Dichteunterschieden und diese wiederum zu einem veränderten Brechungsindex an der entsprechenden Stelle im Medium, welches damit als Phasengitter wirkt. Dieses Phasengitter kann nun mit unterschiedlichen Methoden vermessen werden:

### Messung über das Beugungsbild

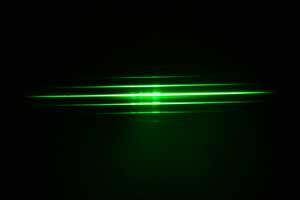
Beugungsbild

Wird nach dem Durchlaufen des Mediums das parallele Licht mittels einer Linse wieder gebündelt, kann man Beugungserscheinungen abbilden. Durch das Vermessen des Beugungsbildes ist eine Bestimmung der Schallgeschwindigkeit im untersuchten Medium möglich. Das Beugungsbild wird besser messbar, wenn das Licht vorher durch einen Filter geschickt wird.
Messung mit Linse:
{\displaystyle c_{\mathrm {s} }={\frac {fN\lambda }{d}}\nu _{\mathrm {s} }}
Messung ohne Linse:
{\displaystyle c_{\mathrm {s} }={\frac {xN\lambda }{d}}\nu _{\mathrm {s} }}
mit
{\displaystyle c_{\mathrm {s} }} = Phasengeschwindigkeit Ultraschall
{\displaystyle f} = Brennweite
{\displaystyle N} = Beugungsordnung
{\displaystyle \lambda } = Wellenlänge des Lichts
{\displaystyle d} = Abstand der N-ten Beugungsordnung von der 0-ten
{\displaystyle \nu _{\mathrm {s} }} = Frequenz des Ultraschalls
{\displaystyle x} = Abstand zwischen Ultraschall und Schirm

#### Ausmessen der Beugungserscheinung

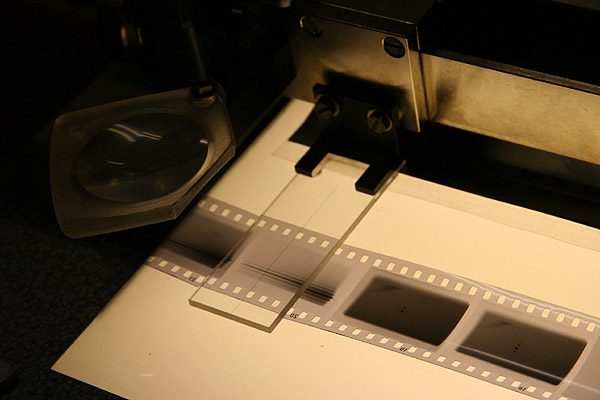
Photometer

Das Beugungsbild kann auf einen Schirm projiziert werden, um es sichtbar zu machen. Stellt man in den Brennpunkt der Linse hinter dem Medium gleich eine Kamera kann man das Beugungsbild direkt fotografieren und dann über ein Photometer die Abstände auf dem Negativ ausmessen.

### Messung über das Wellengitterbild

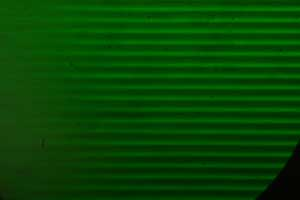
Wellengitterbild

Werden die Schallwellen in einer Flüssigkeit über einen Reflektor (Metallplatte) geeignet reflektiert, bildet sich eine stehende Welle aus. Das hier entstehende Beugungsbild ist über ein Mikroskop direkt beobachtbar.
{\displaystyle c_{\mathrm {s} }=2d\,\nu _{\mathrm {s} }}
Stellt man die Wellengitter- und die Beugungsbildmethode gegenüber, so spricht vieles für die Wellengitterbildmethode. Hier ist es einem möglich über 15–20 Maxima Abstände zu mitteln, beim Beugungsbild kommt man kaum bis zur dritten Ordnung. Dies minimiert den Fehler enorm, da dies die Stelle ist, wo für den Versuchsdurchführenden der größte Spielraum liegt. Die Toleranz beträgt daher bei der Beugungsbildmethode das Drei- bis Fünffache.

### Quarzwinde
Quarzwinde in der Flüssigkeitsküvette treten auf, wenn der schwingende Piezokristall beim Ausdehnen die Flüssigkeit stark von sich wegdrückt und dann schneller kontrahiert, als die Flüssigkeit wieder zurückfließen kann. Die Folge sind seitlich einströmende Flüssigkeitsteilchen, die dann den gleichen Zyklus durchlaufen. Das Resultat ist eine Strömung in der Küvette, die einen Dichtegradienten und damit unerwünschte Brechungseffekte mit sich bringt. Diese lassen sich nachweisen, indem man im stillen Zustand nach der Küvette auf einen Schirm projiziert. Schaltet man nun den Ultraschall-Schwinger ein, so beweist ein eventueller Schattenwurf durch Brechungseffekte auftretende Quarzwinde.